# Vandkraftværk
Et vandkraftværk er et kraftværk, som producerer elektrisk energi ved hjælp af rindende vand.
Et vandkraftværk henter den potentielle energi i vand, som er fordampet fra havet og faldet som nedbør i bjergene. Højdeforskellen (faktisk trykforskellen) mellem vandet før og efter turbinen giver et energipotentiale.
Nogle kraftværker har magasin for at lagre nedbøren og har dermed mulighed for at producere elektricitet, når det ikke regner eller er tøbrud. Andre kraftværker har ikke magasin og er underlagt skiftende strøm- og vandmængde i floden.
Energien bliver produceret, ved at vandet strømmer gennem en turbine. Til turbinen er der fæstnet en aksel, som går til en elektrisk generator. Det er generatoren, som producerer strømmen. Vandet løber gennem en afløbstunnel og ud i floden eller søen igen.
Såkaldte pumpekraftværker kan i perioder, når der er overskudskraft på nettet, drive elektromotorer, som pumper vandet tilbage i magasinerne. Sådan sikres det, at der er høj nok vandstand i tider med stort elektricitetsforbrug og ringe nedbør.
Indenfor vandkraftværker skelner man mellem magasinkraftværker og elvkraftværker. Som navnet siger, kan magasinkraftværker lagre vand i overskudsperioder for senere at bruge dette vand til kraftproduktion i tørre perioder. Fyldning- og tømningsmønsteret følger gerne en årlig cyklus, hvor vand samles op forår og sommer for så at tømmes efterår og vinter. Dette skyldes, at tilgangen af vand fra regn og snesmeltning er højest i sommerhalvåret, hvilket kombineret med lav efterspørgsel fører til generelt lave kraftpriser. Om vinteren er situationen modsat, med svag tilførsel og høj efterspørgsel, sådan at de højeste kraftpriser som regel observeres omkring midvinter.
Den anden form for vandkraftværk er elvkraftværker, som typisk kendetegnes af store vandmængder med lille faldhøjde. Disse kraftværker er afhængige af vandføringen i elven, som vanskeligt kan reguleres, og vandet bruges derfor, når det kommer. Dette indebærer, at energiproduktionen øges betragteligt i perioder med meget snesmeltning eller nedbør. For øvrigt ligger elvkraftværkerne som regel i lavlandet, mens magasinkraftværkerne typisk ligger i bjergene, hvor man også kan producere strøm ved hjælp af små vandmængder med stor faldhøjde.

## Historisk udvikling

### Tidlig udnyttelse af vandkraft
Vandkraft har været kendt i forskellige civilisationer i lang tid tilbage; både i Indien, Romerriget og Kina er det kendt, at vandhjul og vandmøller har været i brug. I Kina har vandhjulet været brugt til forskellige formål i mere end 2000 år. I Kina og ellers i Det fjerne Østen har kunstig vanding haft stor udbredelse, og vandhjulet har været brugt for at hæve vand fra et niveau til et andet. Vandturbiner er en mere avanceret indretning, og de første kendte turbiner er fra Romerriget. I dagens Tunesien er der fundet en enkel turbinkonstruktion fra slutningen af 300-tallet eller tidlig 400-tal e.Kr. Et horisontalt stillet vandhjul med skråstillede blade blev sat op på bunden af en vandfyldt cirkulær formet skakt. Skakten var muret op af sten og mørtel. Vandstrømmen ledte ind i skakten fra siden (tangentielt) via en kanal, og skabte dermed en hvirvlende vandmasse, som fik det nedsænkede hjul til at virke som en turbine.
I Norge har vandkraft været i brug siden vikingetiden, og tidlig brug omfatter kværnkallen. Man mener at vikingerne fik med sig kundskaben om brug af vandhjulet, da de var på togt i England og Frankrig. Systematisk brug af vandkraft i Norge mener man, at Cisterciensermunkene på Hovedøya (uden for Oslo) stod bag, ved at de bygget kværnkaller i Akerselva omkring 1160–70. Brug af vandkraft for at drive sagværker blev vigtig for trælasthandelen, da opgangssaven blev taget i brug i 1500-tallet. Opgangssaven udnytter vandkraft for at save tømmer med et op- og nedadgående savblad, som blev drevet af en krank påmonteret en horisontal aksel drevet af et vandhjul. Flere byer i Skandinavien udviklede sig takket være kombinationen af skov, vandkraft og havn.

### Tidlige vandhjul og kvernkaller
Et vandhjul vil typisk udnytte tyngden af vandet ved, at en vandstrøm ledes over hjulets ene side (overfaldshjul). Vandet fylder skovlene på hjulet og trækker det rundt, ofte med lav hastighed. Gøres diameteren stor, kan hjulet få stort drejemoment og drive arbejdsmaskiner, som bruger stor kraft for at drives rundt. Vandhjulet kan monteres nær en fos og have en vandrende således, at vandet gives større hastighed, på den måde kan reaktions-princippet udnyttes. Dette er tilfældet i en kvernkall, hvor en vertikal monteret aksel er påmonteret skovle, som vandet fra en rende driver rundt. Vandet gives fart i renden, som i mange tilfælde er en udhulet tømmerstok. Faldhøjden i sådanne kværne var ofte ikke mere end nogen få meter. Ulempen med dette er, at vandet møder stor friktion, når det gives stor fart, hvilket gør, at energi går tabt. Skovlene i en sådan kvernkall var desuden helt plane, dette er heller ikke særlig optimalt.

### Udvikling af vandturbiner
I 1753 skrev den franske ingeniør Bernard Forest de Bélidor et omfattende bogværk om udnyttelse af vandkraft og generelt om hydraulik, kendt som L'architecture hydraulique. I de følgende år blev der gjort flere teoretiske arbejder angående vandstrømning og nyttiggørelse af vandkraft. Den schweiziske matematiker Leonhard Euler, som også levede på denne tid, formulerede den generelle turbineligning. Nogen af de tidlig kendte vandturbiner blev udviklede af Johann Segner (Segner-hjulet), Jean-Victor Poncelet (gennemstrømningshjul) og Benoît Fourneyron (fourneyron-turbinen). Vandturbiner med virkningsgrad op mod 90 % og mere blev ikke opnåede før, James B. Francis i 1849 udviklede francis-turbinen, og Lester Allan Pelton i 1870-erne udviklede peltonturbinen.
Turbinerne, som blev udviklede for udnyttelse af vandkraft i 1800-tallet, blev brugt til at drive maskiner i umiddelbar nærhed. Vandturbinen var i flere lande en vigtig del af industrialiseringen, og fabrikkerne blev ofte lagt lige ved floderne. Ofte blev energien overført med akser og remme til arbejdsmaskiner i møller, savværker, mekaniske værksteder, spinderier, væverier og mange andre fabrikker. Med udviklingen af generatoren for produktion af elektricitet og stadige tekniske forbedringer inden for en række fagområder blev vandkraftværker som man kender dem i dag udviklede i slutningen af 1800-tallet.

### Vandkraftværker i Norge
Frem til 1880-erne, da elektriciteten introduceredes, var vandkraft i Norge ren mekanisk energi. De første elektricitetsværker i Norge gik på damp (fyret med kul) eller de udnyttet vandkraft. Lisleby brug og Bentse Brug installerede i 1880 små dynamoer (med en ydelse 2 hk) som var nok til at forsyne et par lamper. O.A. Devolds Sønner på Sunnmøre udnyttede vandfald i Langevåg til produktion af elektricitet allerede i 1883. Laugstol Bruk i Skien var i 1885 det første kraftværk, som leverede strøm til kunder og ikke bare til eget brug, 120 lamper var totaleffekten leveret fra dette anlæg. Hammerfest var det første sted med et kommunalt kraftværk, en vanddrevet generator på 65 hk udnyttede en faldhøjde på 44 meter og leverede en spænding på 1.000 volt. Den 5. februar 1891 fik Hammerfest elektrisk gadebelysning som den første by i Nordeuropa.
I slutningen af 1800-tallet og begyndelsen af 1900-tallet var der flere initiativer for udbygning af vandkraftværker. Vanskeligheder med at overføre kraft over lange afstande gjorde, at industrien måtte lægges tæt ved kraftværket, eller at små kraftværker blev opførte nær forbrugerne. I Christiania (Oslo) satte Christiania Elektricitetsværk Hammeren kraftstasjon i drift fra 1900, og denne regnes for at være Norges ældste kraftværk i drift.
Elektriciteten blev i begyndelsen næsten kun brugt til belysning (i løbet af 1890-erne også til små elektromotorer), men efter etablering af elektro-kemiske bedrifter som Norsk Hydro, Elkem og Bjølvefossen ved århundredeskiftet gik stadig mere af den voksende kraftproduktion til industrien.

## Energi og effekt fra et vandkraftværk
De to formler til højre viser at mængden af energi fra et vandfald bestemmes af størst mulig faldhøjde og vandstrømning. I praksis er dette en kompliceret optimering mellem mange forhold. Dersom man ønsker at opfange alt vandet med et kraftværk, må indtaget bygges langt nede i floden. Dette giver samtidig lille faldhøjde og ikke særlig megen produceret energi. Hvis man ønsker at udnytte hele faldhøjden kan man lave dammen længst muligt oppe i vandløbet og placere kraftstationen nede ved havet, men da vil vandmængden til kraftværket blive ringe og energiproduktionen lige så.
Dermed må man gøre et kompromis og placere indtaget således, at produktet af både vandmængde og faldhøjde bliver størst muligt. En anden faktor er omkostningerne ved at bygge vandtunneler eller materialeomkostninger ved rør. Ud fra dette finder man, at det helst bør være en stejl strækning mellem kraftværket og indtaget. Af denne grund blev kraftværker i tidligere tider lagt i forbindelse med fosser, og man talte om udnyttelse af fossekraft.
Den bedste måde at udnytte et stort vandløb på ud fra dette er at bygge flere kraftværker efter hinanden. Ofte vil et vandløb have mange efterfølgende fald og flade strækninger med indsøer i mellem. Bedst udnyttelse kan dermed være at have kraftværkets indtag og udløb mellem hver indsø. Dermed kan vandtunnelerne blive korte, men få stor faldhøjde alt efter topografien.
Eksempelvis kan en 100 meter højdeforskel og 1000 m3 vand i sekundet giver næsten 1 GW.[kilde mangler]

## Vandløbsregulering

### Hydrologi og energiproduktion
Et vandkraftværk udnytter dele af vandets kredsløb, dermed bliver videnskaben som kaldes hydrologi og handler om vandkredsløbet og vandressourcer på jorden vigtig. I Norge har Meteorologisk institutt målt nedbøren over landet i mere end 100 år. Tilsammen er der ca. 750 faste målestationer spredt ud over landet. Nedbørsnormalen, som fortæller om gennemsnitsnedbør i millimeter over 30 år, fortæller om forventet nedbør og kan bruges til at estimere vandføring i elvene. For årsnormalen 1901–1930 havde Samnanger i Tysse en årsnedbør på 3 142 mm, mens det år med mest nedbør i denne serie gav 5 087 mm. Det vil sige, at hvis nedbøren ikke render af bakken, ville Samnanger i løbet af dette år blive dækket med over 5 m vand. Det tørreste år i denne måleserie for Samnanger var nedbøren på 1.982 mm. Selv dette er mere nedbør end de fleste steder i Norge. I Skjåk blev årsnormalen målt til 279 mm i (1901–1930), og i det tørreste år var nedbøren blot 172 mm.
Den enkleste måde at finde ud af hvor megen energi, som kan hentes ud af en elv, ville være at tage årsnedbøren og gange med afvandingsområdet areal. Så enkelt er det imidlertid ikke at få et godt estimat. Det er ingen klar sammenhæng mellem nedbøren, som falder på et hvilket som helst sted på jorden, og vandet, som går i elvene. Noget af nedbøren fordamper, noget går i grundvandet, noget bliver magasineret i søer, og noget bliver magasineret som is og sne om vinteren. Derfor er det også af stor interesse at måle selve afløbet i elvene direkte. Dette måles med målestationer sat ud i aktuelle vandløb og fortæller om vandføring [m³/s] per år, per måned eller per dag. Er dette kendt, kan man også finde specifikt afløb [m3/km s], altså vandføringen divideret på afvandingsområdet for afvandingsområdet. Dette er et nyttigt måltal, fordi man kan finde vandføringen i en elv i nærheden, hvor der ikke er opsat nogen målestation. Man skal blot opgøre arealet for det ønskede afvandingsområde på et kort og gange med specifikt afløb for område. Norges vassdrags- og energidirektorat (NVE) står bag sådanne målinger og har måleserier lang tid tilbage. Målinger gøres også for at finde maksimale og minimale værdier.
På grundlag af denne type statistik om nedbør og vandføring samt kendskab til hydrologi kan man finde både hvor megen energi, et kraftværk kan forventes at producere i løbet af et år, og hvor stor elektrisk effekt, det kan yde. Sådanne data bruges også til at finde ud af hvor store damme, man har brug for for at udnytte vandløbets vand optimalt. Et andet vigtigt formål er at finde ud af hvor stor flom som kan forventes i elven, og hvordan overløbet i dæmningen skal dimensioneres.
Vandløbsregulering er et indgreb i vandets naturlige cyklus på landjorden, hvor store dele af vandet ledes bort fra en eller flere elve for at producere elektrisk energi i et kraftværk. Det er også i mange tilfælde tale om at magasinere vand i reservoirer. Grunden til dette er, at et samfunds behov for energi kan være højst forskellig gennem året, og at vandføringen i et vandløb varierer gennem året.

### Hovedtyper af kraftværker
- Magasinkraftværker lagrer vand i reservoirer for senere at bruge vandet til kraftproduktion. Magasinet eller reservoiret opdæmmes kunstigt med en dæmning, som kan ligge hundredvis af meter højere end selve kraftstationen. Vandet ledes fra magasinet til turbinen i en trykskakt eller et rør. Ofte samles vand i flomperioder for senere at bruge dette til kraftproduktion i tørre perioder.
- Flodkraftværker anlægges midt i selve vandløbene, helst med store vandmængder, men har ofte ringe faldhøjde. Disse kraftværker er afhængige af vandføringen i vandløbet til enhver tid. Denne kan vanskelig reguleres, og vandet bruges derfor, når det kommer. Dette indebærer, at kraftproduktionen vokser betragteligt i flomperioder med megen snesmelting eller nedbør. Flodkraftværker kombineres derfor ofte med pumpekraftværker.
- Pumpekraftværker kan pumpe vand op fra et niveau til et andet. Man kan se på et pumpekraftværk som et energilager. I perioder med ringe elektrisk energiudtag men overskud af vand og lave energipriser kan ledig kapacitet benyttes til at pumpe vand op fra et lavt magasin til et højere. I et pumpekraftværk kan dette ske ved at køre generatorerne som motorer således, at turbinerne reverseres og pumper vandet tilbage, det må da være specielle turbiner for at dette skal være muligt. Et pumpekraftværk kan også være udstyret med egne pumper og turbiner. I tilfælde som i Aurland III kraftverk flyttes vand fra magasiner med stort tilsig til andre magasiner. På denne måde udnyttes tilsig og lagringsvolumen maksimalt. I andre lande benyttes ofte pumpekraftværk til at udjævne døgn- og øjebliksvariationerne i energiforbruget, dette kan nemlig være en stor udfordring i et kraftsystem med overvejende varmekraftværk. Hurtig ændring af pådraget er teknisk vanskelig i sådanne kraftværker, og det er der derfor ønskeligt, at disse kraftværker skal gå med jævnest mulige produktion.

### Metoder for at dimensionere et vandkraftværk

#### Varighedskurve og kraftværk uden regulering
Vandføringen gennem året kan variere stærkt, og ændringerne fra et år til et andet kan også være store. Kurven til højre viser et eksempel på hvordan, vandføringen i et bestemt sted i et vandløb varierer gennem et år. Sådanne kurver kaldes for årlig hydrogram og langs x-aksen følger årets dage og på y-aksen sættes vandføringen i m3/s eller l/s. Ved at foretage målinger over mange år fås gennemsnitlige værdier (normalår), som bruges ved planlægning af et vandkraftværk. Varighedskurven konstrueres således som vist i figuren til venstre ved, at vandføringen sorteres efter størrelse. Skaleringen på x-aksen er vist som dage i året, men procentdel af dagene i året er det almindeligste, mens y-aksen almindeligvis er skaleret som prosent af middelvandføringen.
Hvis der i vandløbet skal bygges en kraftstation på stedet, hvor diagrammets data er samlede, kan man bruge kurven til at dimensionere kraftstationen. Den røde kurve i figuren er varighedskurven og aflæser man denne kurve, kan man for eksempel finde, at middelvandføringen på 100 % er forekommet omkring 60 % af året, mens maksimal vandføring på 440 % af middelvandføringen er forekommet i knapt 1 % af året. Vælges kraftværkets slugeevne til 250 % af middelvandføringen, vil kraftværket gå for fuldt omtrent 15 % af tiden (55 dage), se aflæsning med røde pile. Videre vælges laveste vandføring til omkring 40 % middelafløbet, og med dette vil kraftværket være i drift i omkring 80 % af året (292 dage).
Den blå kurve er konstrueret på basis af varighedskurven og viser hvor stor del af normalafløbet (i %) kraftværket kan udnytte afhængig af den maksimale kapacitet (i % af middelafløbet, altså middel årlig vandvolumen). Bestemmer man sig for at udnytte 250 % af middelvandføringen, vil kraftværket få en slugeevne på 75 % af middelafløbet, se aflæsningen med stiplet blå pile på kurven. Samtidig vil kraftværket komme til at være i drift i 75 % af året (274 dage). Den grønne kurve viser det, som kaldes "sum lavere" i NVE's sprogbrug eller også "forventet lavvandstab". Denne kurve viser hvor stor del af normalafløbet, som vil gå tabt, når vandføringen underskrider mindste vandføring til kraftværket (mindste slugeevne). I eksemplet er den laveste vandføring til kraftstationen valgt til 40 % af middelvandføringen, og da vil omtrent 10 % af middelafløbet gå tabt, se aflæsninger med gule pile.
Ulempe med at vælge en så stor udnyttelse af middelvandføringen er, at kraftværket vil gå med reduceret ydelse det meste af året. Det fører til dårlig udnyttelse af den investerede kapital og desuden til tab ved, at virkningsgraden for en turbine er lavere ved reduceret ydelse. Et andet problem er, at kraftværket vil producere megen energi ved flom om foråret og efteråret, når behovet er lavest. Dermed bliver også prisen for den solgte energi lav. Som en enkel tommelfingerregel kan man vælge det dobbelte af middelvandføring i vandløbet som maksimal slugeevne for et kraftværk, altså 200 % i diagrammet.
Den lave udnyttelse af vandet i et vandløb med store variationer kan forbedres på flere måder. En mulighed er at bygge kraftværket med to eller flere turbiner. Virkningsgraden forbedres på denne måde, fordi en turbine ikke vil være i drift dele af året, og den, som er i drift, oftere vil gå med fuld ydelse. Den bedste løsning er imidlertid at regulere vandløbet eller vandløbssystemet med en eller flere reguleringsdamme.

#### Dimensionering af reguleringsdam
Det vil være meget fordelagtigt for kraftudbygningen, hvis vandløbet kan reguleres, og bestemmelse af passende størrelse for reguleringsdammen er en omfattende optimalisering. Ved den fremhævede graf i figuren til venstre er det vist et hydrogram for to år for et givet sted i et vandløb. Vandføringen varierer en hel del og har flomtoppe én eller to gange om året. For enkelhedens skyld antages det, at kraftværket skal bygges og dimensioneres for at give jævn produktion gennem hele året. Med denne forudsætning bliver laveste mulige vandforbrug den rette streg mærket r0.
Hvis der planlægges at bygge en reguleringsdam, og man ønsker at finde hvor stort, volumen af dammen må være for at kunne give et vist vandforbrug til kraftværket, kan kurverne og arealet til venstre analyseres visuelt. Flyttes kurven noget op, vokser vandforbruget til kraftstationen, hvilket også betinger, at vand må samles op i perioder, hvor vandføringskurven er over den horisontale streg, som viser forbruget. En streg højere end r0 betyder altså, at der er et magasin for at akkumulere vand. Arealet som er mellem vandføringskurven og kurven for forbrug viser perioder for opsamling af vand i et tænkt magasin, vandet i magasinet vokser i disse perioder. Omvendt vil vandbeholdningen mindske i perioderne, hvor vandføringskurven er under kurven for vandforbrug. Hvor arealet over kurven er nøjagtig det samme som arealet under, vil 100 % af vandvolumet i vandløbet blive udnyttet.
Reguleringskurven er til nytte ved bestemmelse af hvor stor, reguleringsdammen skal være, se illustrationen. Tilhørende værdier for vandmagasin (M) og vandforbrug (r) sættes op henholdsvis langs y- og x-aksen. Videre skaleres akserne i procent således, at 100 % vandmagasin vil sige, at alt vandet kan udnyttes i kraftværket. Af kurven kan man se, at blot en stigning fra 0 til 10 % magasin giver en fordobling af reguleret vandføring til kraftstationen. Går man længere op på kurven, vil tilsvarende 10 % stigning af magasingraden give en stadig mindre stigning af vandføring til kraftstationen. Dette har at gøre med, at flomtoppene er kortvarige og ligger højt over gennemsnitlig vandføring.
Et problem her er, at vandføringen og dermed reguleringskurven er forskellig fra år til år. Ved at lægge en 30-års måleserie til grund findes der nogen karakteristiske kurver, som gør valget enklere:
- Den ugunstigste reguleringskurve, hvor man lægger til grund reguleringskurven for det værste af de 30 år. Dette vil være året, hvor en stor reguleringsgrad er nødvendig for at dække vandføringen til kraftstationen.[9]
- Den bestemmende reguleringskurven er defineret således, at kraftstationen får dækket sit behov for vandføring i 90 % af året, men får for lidt vand i 10 %. Denne situation vil opstå i 3 af de 30 år. Tidligere var denne reguleringskurve i brug for dimensionering af damme i Norge.[9]
- Den mediane reguleringskurve er den kurve, som repræsenterer gennemsnitsåret, men halvdelen af årene i en 30-årsperiode vil ønsket vandføring til kraftværket ikke kunne holdes. Denne kurve har været anvendt de seneste år i Norge, og tilnærmelsen accepteres, fordi man nu har samkøring med andre kraftværker og bedre kraftudveksling i Norge og i Norden.[9]

I virkeligheden er behovet for vandføring til kraftstationen ikke konstant men varierer meget gennem året, både gennem en uge og inden for døgnet. Udbygning af et vandløb må bygge på prognoser for fremtidig energibehov og udvikling af energipriser samt optimering af investeret kapital. Et andet forhold er, at naturværdier skal varetages, dermed bliver store projekter underlagt politisk afgørelse.

## Teknisk opbygning af et vandkraftværk

### Grundlæggende principper
En vigtig forudsætning for et vandkraftværk er, at røret (eller tunnelen) fra vandreservoiret og frem til turbinen lader vandet strømme med lav hastighed. Dermed føres praktisk talt hele vandfaldets potentielle energi (Ep=mgh, m=masse [kg], g=tyngdens acceleration 9,81 m/s2 og h=højde [m]) frem til turbinen. Sagt på en anden måde tabes meget lidt energi i form af friktion, hvis vandet har en lav hastighed. Vandet gives der imod stor acceleration lige før og i turbinen og omformes til kinetisk energi ved, at turbinens løbehjul sættes i rotation. Dermed sker energiomformingen med beskedent tab, altså at virkningsgraden bliver stor, normalt omkring 85 % for hele kraftværket.

### Damme og dæmninger
Der er mere end 45 000 – 50 000 dæmninger af mere end 15 meters højde i verden, og antallet af vandkraftværker kan antages at være omtrent det samme, selv om langt fra alle dæmninger er del af et vandkraftværk. Omkring hver andet vandløb i verden er opdæmmet.

#### Indtagsdamme, reguleringsdamme og flerårsmagasiner
En oplagt grund til at bygge en dam i forbindelse med et kraftværk er at opfange vandet og føre det ind i tunnelen eller røret til selve kraftstationen. En anden grund er at opdæmme et vand eller et vandløb for at øge faldhøjden. Den dam eller i nogen tilfælde flere, hvor tilløbstunnelen til kraftværket starter, kaldes som nævnt indtagsdammen. I tilfælde, hvor en virkelig går ind for at regulere vandløbet for at give en jævn energiproduktion over året, er det tale om en eller flere reguleringsdamme. Som nævnt er det ikke i alle tilfælde nødvendigt at få jævn energiproduktion over året. Dette gælder således i Norge, fordi samfundets behov tilsiger beskeden produktion om sommeren og stor om vinteren. I andre lande med andet klima og et kraftsystem, som ikke er baseret alene på vandkraft, kan andre forhold gælde.
Hvis dette er reguleret af et marked, fører det til lav efterspørgsel og lave kraftpriser, når tilbuddet er stort og behovet lille. Da gælder det om at opsamle vårflommen og høstflommen således, at dette vand kan udnyttes i den kolde årstid, når elektricitetsforbruget er størst. Om vinteren falder der desuden lidt nedbør som sne, dermed er denne magasinering helt væsentlig for et magasin, som ligger højt til fjelds. Store magasiner højt til fjelds har flere fordele, således at naturen gerne er karrig og indgrebet giver færre naturskader. En anden ting er faldhøjden. Et magasin, som ligger i 1.000 meters højde, giver 100 gange mere energi end om den samme vandmængde blev udnyttet i et magasin med 10 meters faldhøjde.
Vandkraft er mere uberegnelig end andre typer af energikilder, fordi årsvariationerne er så store samtidig, som energibehovet om vinteren også kan skifte. Dermed får en behov for såkaldte flerårsmagasiner. Disse kan samle vand i flere år, før de er fulde og ved stort behov kan de starte produktionen, når andre kraftværker måske ikke har meget vand. I Norge er Blåsjø, som ligger delvis i Aust-Agder og i Rogaland, den største reguleringsdam målt i overfladeareal. Storglomvatnet i Nordland er den største målt i reguleringsvolumen. Disse og flere andre magasiner er byggede for at give såkaldt tørårssikring, altså sikre kraftforsyningen når de fleste andre kraftværker har for lidt vand til at kunne dække behovet.
Behovet for reguleringsdamme for at magasinere vand til brug om vinteren er typisk for de dele af verden, som har tempereret klima, som Skandinavien, store dele af Rusland og Canada. Det, som gør Norge unikt i denne sammenhæng, er det store indslag af elektricitet i energibrug, desuden at elektricitet bruges til opvarmning. Lande i andre klimazoner kan have helt andre behov og dermed kriterier for at dimensionere og optimere sine damme og kraftværker. Typisk vil områder med varme somre og vintre, hvor temperaturen ikke giver opvarmningsbehov, have størst elektricitetsforbrug om sommeren, dette fordi luftkonditioneringsanlæggene går for fuldt.

#### Højeste og laveste regulerede vandstand
Højeste regulerede vandstand, forkortet HRV og laveste regulerede vandstand, forkortet LRV, er givet i koncessionen til reguleringsdammen. Denne er givet af myndighederne, som enten er NVE eller Olje- og energidepartementet, og må ikke overskrides. HRV og LRV opgives i meter over havet på samme måde som benævnelsen moh. HRV er markeret fysisk ved dammen som en bolt med et oplysningsskilt ved siden af. Dammens overløb har sammen højde som HRV, og i praksis tillades vandstanden at komme højere end HRV ved flom. Højeste vandstand, som kan forekomme, kaldes højeste vandstand, forkortet HV. Det effektive vandmagasin eller reguleringsvolumen ligger mellem LRV og HRV.
I forbindelse med dette taler man om et hævningsmagasin, når vandstanden bliver reguleret højere end det, som var naturligt før indgrebet. En sænkedam har man, når det er muligt at få vandstanden lavere end det, som tidligere var naturlig vandstand. I forbindelse med en sænkedam er der derfor ikke behov for en dæmning.

#### Forskellige typer af damme
Gravitationsdamme modstår vandtrykket med sin egen vægt. Disse damme laves af beton og er massive. Med sin tyngde og betongens fæste mod undergrunden (fjeldet) opstår modkraft mod vandtrykket.
Pladedammen består af en eller flere store armerede betonplader, som bliver støttet af vertikale pilarer. Betonpladen er stillet på skrå mod vandmasserne, hvilket gør, at vandtrykket danner en kraftkomponent vertikalt ned mod grunden. Typisk bruges pladedamme, hvor højden af dæmningen er op til 30 meter, men højere er også benyttet.
I lameldammen er fordele ved gravitationsdammen og pladedammen kombinerede. Den består af betonplader, altså lameller, som står tæt efter hinanden og vinkelret mod vandsiden. Lamellerne er asymmetriske på den måde, at der er åbent rum mellem dem på luftsiden, og på vandsiden er de tæt indtil hinanden.
Hvælvdamme eller buedamme bruges, hvor dæmningen laves i en smal kløft eller dal. Den har, som navnet siger, bueform i længderetningen og bygger på samme princip som et buehvælv, nemlig at kræfterne forplantes ud mod siderne. Kræfterne tages op af fjeldet omkring dæmningen.
Stenfyldningsdammen er, som navnet siger, bygget af sten og er en gravitationsdam. Den har stærkt skrånende vægge både mod vandsiden og luftsiden. Ofte bruges sprængt sten fra kraftanlæggets vandtunneler. I midten er der en kerne for at give tætning, som kan være lavet af morænegrus, sand eller asfalt.

### Flomløb indtag og luger

#### Overløb eller flomløb
Flomløbet skal, som navnet siger, være et overløb, som fjerner vandet, når vandløbet fører flomvand, og kraftværkets turbiner ikke har kapacitet til at bruge alt vandet. Man ønsker sædvanligvis, at vandet skal rende over eller forbi dæmningen på et sted konstrueret til formålet. Forskrifterne siger, at flomløbet skal have kapacitet tilpasset dimensionerende afløbsflom, som i praksis betyder tusindårsflommen, altså flommen som statistisk set kan forventes at opstå med 1.000 års mellemrum.
Det enkleste er selvsagt, hvis vandet kan tillades at rende lige over damkronen, og i nogen tilfælde er det ikke noget problem. Specielt for mindre betondæmninger kan denne løsning være mulig. Oftest bliver overløbet bygget ind i en sektion af dammen. I mange tilfælde vil overløbet blive for stort eller vandstanden ved flomvandsføring for stor, og da indsættes der flomluger oveni. Dette er luger eller ventiler gennem dammen, som kan åbnes, når behovet tilsiger det. Omløb er en anden løsning, som specielt er gunstig for fyldningsdamme. Da laves der en kanal godt adskilt fra selve dammen, som leder flomvandet rundt. Kanalen kan være sprængt i fjeldet eller være en rende støbt i beton eller en kombination. En egen tunnel i grunden på siden af dammen eller under den er også en løsning, som anvendes.
Faste overløb kaldes de overløb, som er en del af damkonstruktionen, og som ikke kan reguleres. Disse har ulempen med, at vandstanden stiger over højeste regulerede vandstand, HRV. Derimod vil regulerbare overløb som luger eller ventiler give muligheder for at holde vandstanden konstant, selv med flomvandsføring. En primitiv form for regulering, men som ikke er ualmindelig for mindre dæmninger, er nåledammen. Den består af træbjælker (nåle), som sættes vertikalt ned i en spalte af dæmningen, som gerne er lav og lang. Der er et spor, som bjælkerne sættes ind i nede og en solid bjælke horisontalt oppe, som nålene ligger mod. Over nålene kan der være en bro for at sætte stolperne ind og ud, og da de ikke er specielt store, kan en person let håndtere disse. Nåle sættes ind og ud for at regulere vandstanden.

### Vandvejen
Vandvejen er strækningen, hvor vandet bliver transporteret i forbindelse med et eller flere kraftværker fra indtagsdam til afløbet. Ofte kan der være flere reguleringsdamme og indtagsdamme tilhørende samme kraftværk eller et kompleks af kraftværker. Længde og dimensioner af vandvejen kan være højst forskellig. Første billede i artiklen viser en kort vandvej. Faldhøjden er ikke stor og sådanne anlæg kaldes gerne for lavtryksanlæg.
I figuren til højre er vandvejen derimod betydeligt længere, og faldhøjden er også stor. I den øverste skitse er der vist et arrangement, som ofte kaldes den alpine type, og dette anlæg kendetegnes med en lang næsten horisontal vandtunnel med overgang til trykskakten. Trykskakten begynder der, hvor fjeldet er brat, og dermed bliver også trykskakten kortest mulig. Det er fordelagtigt, fordi dette er en mere kostbar del end tilløbstunnelen. Tilløbstunnelen transporterer vandet med lille tryk og har stort tværsnit, mens trykskakten derimod får stadig voksende tryk, og fjeldet må være tæt. Om bjerggrunden er dårlig, må trykskakten bygges med et eller flere stålrør i tunnelen, eller stålrøret støbes ind i tunnelen.
I den nedre skitse er der vist et arrangement af den svenske type. Her er afstanden mellem indtagsdammen og undervandet stort samtidig, som fjeldet ikke noget sted er specielt brat. Her lader man trykskakten være nær indtagsdammen og vertikalt faldende, dermed bliver afløbstunnelen lang.

#### Historisk udvikling af arrangement
Skitsen til højre viser hvordan arrangementet for tilløbstunneler og trykskakter har udviklet sig i Norge. Afgørende har været udviklingen af teknikker for tunneldrivning og hvad, man kan tillade sig af vandtryk i en råsprængt tunnel. Den øverste figur viser et typisk arrangement, som var almindeligt op til 1950. Kendetegnende ved denne type af kraftværk er en rørgade med et eller flere stålrør ned over fjeldsiden. Ved overgangen fra tilløbstunnel til rørgaden er der et fordelingsmagasin (eller svingkammer), her fordeler vandet fra tilløbstunnelen sig til rørene. Sådanne rør langs fjeldsiden kaldes gerne turbinerør. Optimeringen af anlægget var gjort således, at længden af den billige tilløbstunnel gøres længst mulig, mens den kostbare rørgade må være kortest mulig. For mindre anlæg var turbinerør af imprægnerede træplanker med båndjern omkring almindelige, og endnu i dag findes der sådanne anlæg.
Selv om rørgade i dagen var almindeligst før 1950, var der nogen steder, hvor terrænet var så brat, udsat for skred og vanskeligt tilgængeligt, at man valgte at lægge rørene i skakter i fjeldet. Svelgfoss kraftverk (opført 1905-1907) og Såheim (opført 1914-1916) er tidlige eksempler på kraftværker, hvor den fritliggende rørgade er lagt i tunnel i fjeldet bag stationerne. På grund af stålmangel under og lige efter 1. verdenskrig blev der i Norge eksperimenteret med råsprængte (uforede) trykskakter. Herlandsfoss kraftverk (opført 1916-1919) var det første kraftværk i Norge med råsprængt trykskakt og tryktunnel. Forsøget med trykskakt ved Skar kraftverk (opstartsår 1920) fejlede totalt på grund af lækage. Råsprængte trykskakter blev også bygget ved Toklev kraftverk og Svelgen I kraftverk, begge med opstartsår 1921. Trykskakten ved Svelgen var på 152 meter og verdens længste frem til Tafjord 3 kraftverk startede produktionen i 1958 med en 286 meter råsprængt trykskakt.
Mellem 1950-1960 blev det almindeligt at lægge både kraftstation og hele vandvejen i fjeldet, se mellemste figur i skitsen. Trykskakten kunne gerne være udført som en stålforet tunnel, det vil sige, at mellemrummet mellem den råsprængte tunnel og stålrøret fyldes med beton. Eksempler på sådanne kraftværker i Norge er Mår, Tyin og Aura. En fordel med dette er, at da omkostningerne for sprængte tunneler gik ned, blev arrangementet billigere, når man slipper for en lang rørgade. Optimalt fald for trykskakten er 45° og indstøbningen af stålforingen gøres for at overføre trykkræfterne fra røret til fjeldet, hvilket igen kan gøre ståltykkelsen mindre og reducere omkostningerne. Fra 1960 blev det almindelig at sløjfe stålforingen i tilfælde, hvor fjeldet er godt nok.
Omkring 1975 fandt man ud af, at det var unødvendigt at reducere længden af selve trykskakten, når denne også kan laves uden stålforing i råsprængt fjeld, dermed kunne hele tunnelen fra indtagsdam til kraftværk være en sammenhængende trykskakt. Svingkammeret må fortsat være med, og med dette arrangement bygges det ind i fjeldet noget før kraftværket, se nederste figur i skitsen. Af verdens omkring 400 undergrunds-kraftstationer ligger over 200 i Norge.

#### Indtaget
Indtaget er vandets indløb til vandvejen fra en indtagsdam etableret i et vandløb, et vand eller en helt ny kunstig indsø. Dette gøres strømlinjeformet for, at vandet skal strømme med mindst mulig turbulens således, at tryktab undgås. Indtaget må desuden laves uden skarpe kanter eller fremspring for, at der ikke skal opstå strømhvirvler. Strømhvirvler kan nemlig føre til, at luft suges med vandstrømmen, denne vil komprimeres ned over i trykskakten. I turbinerne vil luften ekspandere hurtigt, dette skaber uheldige vandstrømninger, som er ugunstige for turbinerne. Indløbet er ofte formet som tuden på en trompet for at være strømlinjeformet.
Indtaget kan være en del af dæmmingen eller en betonkonstruktion over LRV. Om indtagsdammen er af typen sænkedam, må nødvendigvis indtaget være under LRV, dette er vist i figuren over til højre. I sådanne tilfælde drives tunnelen frem til, at man blot står nogen få meter under bunden i indsøen. Når den sidste salve sprænges, fås tunnelgennembrud under vand. Stenen, som farer ud med sprængningen, vil delvis fare op og lægge sig på bunden af indsøen, men det meste vil lægge sig i trykskakten som en stenrøse. For at ikke denne bunke af sten skal indsnævre indtaget laves der en stor grube, som stenen skal falde ned i, denne er mærket A i figuren.
Lugehuset, mærket D på figuren, er et teknisk byggeri, som står over en skakt, mærket C, som går helt ned til vandtunnelen. I dette hus manøvreres lugen som lukker eller åbner for vandtilførselen.

#### Varegrind
Lige inden for indtaget er det monteret en varegrind. Varegrinden består af solide vertikalt eller skråstillet fladstål, og skal forhindre at grene, løv og andet rusk kommer ind i turbinerne. Lysåbningen mellem disse stålstave kan være alt fra 30 mm for finvaregrinder til 200 mm for grovvaregrinder. Hvor stor afstand, som kan tillades, vil afhænge af turbinetypen. Grindene rengøres enten manuelt med en rive eller med en automatisk grindrenser.

#### Sandfanget
Sten, grus og sand vil følge med i vandstrømmen ind i tunnelen og er skadelige for turbinen. Den aller første del af indtaget før trykskakten er vandret og dermed er det muligt at lave en dyb rende på tværs, hvor sten og sand kan opfanges, dette kaldes sandfang.

#### Rørbrudsventilen
Rørbrudsventilen skal, som navnet siger, lukke af for vandtilførselen til om et turbinrør springer læk. Dette bruges altså bare i tilfælde med rør i dagen eller nedgravede i bakken. Selv om dette ikke længere er almindeligt for store kraftværker, har småkraftværker ret ofte et eller flere sådanne rør. Skulle et rør med højt tryk springe læk, vil skaderne kunne være store, og automatisk aflukning kommer da godt med. Rørbrudsventilen består hovedsagelig af en spjældventil, altså et spjæld som kan svinges 45° rundt aksen, som går gennem det. Spjældets aksel kommer ud af røret som en tap, og der er ofte sat et stort lod på som modvægt. Dermed kan spjældet bevæges uafhængigt af hydraulik og andre systemer, som kan svigte. Hvis et rørbrud skulle opstå, vil vandets hastighed komme langt over normal hastighed, dette bliver opdaget af en flynder (plade), som står inde i vandstrømmen. Denne flynder er anbragt på en aksel, og ved vridning af denne aksel på grund af stor kraft ved unormalt høj vandhastighed udløses lukkemekanismen.
På moderne store kraftværker er der ikke nogen rørbrudsventil, hvis man har trykskakt. Derimod er der ofte en luge eller anden lukkemekanisme for at lukke indtaget, for eksempel ved revision.

#### Tilløbstunnel og trykskakt
Vandvejen kan bestå af kanaler, tunneler, skakter eller rør lavet af stål, glasfiber og plast. Valgene afhænger af anlæggets størrelse og stedlige forhold. Ofte vælges råsprængte tunneler, hvor fjeldet er stabilt, alternativt udstøbte tunneler, hvis fjeldet er af dårligere kvalitet. Typisk vil råsprængte tunneler have store tværsnit således, at vandhastigheden kan gøres lille. Næsten altid er disse helt fyldt af vand, men der findes også såkaldte frispejltunneler, hvor vandet ikke fyller hele tværsnittet. Disse forekommer i nogen få tilfælde, hvor kraftværket har tilløbstunnel, desuden er disse almindelige for afløbstunnelen fra kraftværket. En del kraftværker i Norge har vandtunneler lavet med fuldprofilbor, også kaldet TBM. Dette er en stor maskine, som udborer hele tunneltværsnittet under et og efterlader sig en tunnel med næsten helt glatte overflader. Fuldprofilboring blev brugt under bygningen af Svartisen kraftverk.

#### Indtagskonus
Overgangspartiet fra tilløbstunnel til trykskakt eller fritliggende rør må ikke have skarpe kanter, derfor indsætter man en såkaldt indtagskonus. Indtagskonus indsættes også, hvor trykskakt eller rør starter direkte ud af indtagsdammen. Som navnet siger, er den formet som en konus (til forveksling lig tuden på en trompet). Den er lavet i stål og bliver støbt ind i beton. Videre er den cirkulær i hele retningen, eller den er rektangulær i fronten og har overgang til cirkulært tværsnit lige før, at røret starter.

#### Fritliggende rør
Rør bruges i dag mest for småkraftværker men var tidligere enerådende for alle kraftværker. Rørmaterialer, som har været i brug, er stål, duktilt støbejern og stålforbundne imprægnerede træstave. Det indvendige tryk må man tage hensyn til ved dimensionering af røret og valg af materiale. Specielt når kraftværket reducerer pådraget, og vandet skal bremses ned, opstår der dynamisk tryk, som kan blive stort, 110-120 % af det statiske tryk er typisk. Et andet fænomen er indvendig undertryk, som kan opstå, hvis ventilen ved rørets begyndelse lukkes samtidig, som kraftværket er i drift. Atmosfærens tryk kan da klemme røret sammen og ødelægge det. Dette er noget, som kan ske enten med teknisk fejl eller dårlige rutiner, og egne ventiler (vakuumventil), som slipper luft ind, kan forhindre sådanne fatale hændelser. Røret kan også dimensioneres for at tåle dette.
Duktilt støbejern blev taget i brug i Norge i slutningen af 1960-erne. I løbet af 1970-erne opstod interesse for småkraftværker, og da blev glasfiberarmeret polyester taget i brug. Disse er også kendt som GUP-rør og kan typisk bruges for tryk op til 2 Mpa (200 m vandsøjle). Duktilt støbejern er også meget anvendt for småkraftværker. Begge rørtyper har muffer med pakninger og glat rørspids således, at monteringen forenkles.
Trykkræfter, som virker på røret, bestemmer tykkelsen af godset. Denne formel bruges til at beregne nødvendig godstykkelse:
{\displaystyle S={p\cdot d \over 2\cdot \sigma _{t}}}
hvor:
s = godstykkelsen for røret [m]
p = indvendig tryk (både statisk tryk og dynamisk tryk) [Pa]
d = indvendig diameter [m]
{\displaystyle \sigma _{t}} = tilladt spænding i materialet til røret [Pa]
Tilladt spænding i røret bliver almindeligvis sat således, at man får en sikringsfaktor på 2,5 af den garanterede mindste flydegrænsen ({\displaystyle \sigma _{t}} for rørmaterialet:
{\displaystyle S={\sigma _{t} \over 2,5}}
Selv om formlen skulle give en lille værdi, vil man desuagtet ikke vælge godstykkelse under smin = 0,006 d.
Rørene graves som nævnt ned eller sættes på fundamenter over bakken. Ved alle retningsforandringer, som røret gør, må det opsættes forankringsklodser. Dette er ofte kraftige fundamenter af stålarmert beton. Disse skal optage kræfter både på grund af røret og vandets vægt, men også kræfter, som opstår, når vandmasserne, som er i bevægelse, skifter retning. Andre kræfter er længdeudvidelser og sammentrækninger på grund af temperaturændringer. Ekspansionsbokse bruges til at optage kræfter i længderetningen på grund af temperaturudvidelser.

#### Faldtab i rør og tunneler
Formen af tværsnittet vil af hensyn til faldtabet ideelt være cirkulær, fordi denne form giver størst tværsnitsareal og mindst omkreds. Det er nemlig i omkredsen, hvor vandet berører rørvæggene, at friktion opstår. Imidlertid vil det for anlægsdriften være gunstigt, at tunnelens bund er flad (for køretøjer), og at der er høje vertikale vægge, samt buet tag (hæng). Det buede tag er gunstigt både for sprængningen, af hydrauliske årsager og for fjeldets stabilitet.
Viskøse faldtab opstår, når vandet strømmer gennem rør, trykskakt, tilløbstunnel, luger og ventiler. På grund af viskositet har vandet ingen hastighed helt inde mod rørvægge og andre flader, mens vandet har fuld hastighed midt i kanalens tværsnit. Der dannes lag ud over i røret fra væg mod centrum med voksende hastighed. Når vandet passerer varegrinden, et bend, en spjældventil eller andre elementer, opstår turbulente strømninger, som er specifikke for akkurat dette sted i vandvejen, disse kaldes singulære faldtab.
Faldtabene gør, at faldhøjden reduceres gradvis fra det tryk, man har, når vandet står i ro i vandvejen, til det har normal hastighed ved drift. Det vil sige, at når turbinerne i kraftstationen starter, til de har fuldt pådrag reduceres trykket en del. Den faldhøjde, som opgives for en kraftstation, opgives ved stilstand, det som kaldes statisk tryk. Dynamisk tryk er det tab af faldhøjde, som opstår og er proportionalt med kvadratet af vandets hastighed. Bernoulli-princippet beskriver dette matematisk. Faldtabet reducerer kraftstationens totale virkningsgrad.
Faldtabet i en tilnærmet cirkulær tunnel kan regnes ud efter Manings formel som vist i tekstboks til højre.
Mannings tal har en værdi mellem 30 til 37 for traditionelle sprængte tunneler, og jo glattere, fladerne i tunnelen er, desto højere værdi. For fuldprofilborede tunneler ligger M mellem 60 og 70.
For rør er Darcy-Weisbachs ligning meget brugt. Den bruges for cirkulære glatte rørflader, se tekstboks til højre.
Begge formler har det til fælles, at længden af røret eller tunnelen, diameteren og kvadratet af hastigheden er bestemmende for faldtabet. Når et kraftværk skal bygges, er længden af tilløbstunnel eller rør naturlig nok det vanskeligste at gøre noget ved, derimod kan diameteren (og deraf vandhastigheden) optimeres. Diameteren for tunneler og rør er omkostningsdrivende og bliver en del af investeringsomkostningerne. Faldtabene repræsenterer tabte indtægter i hele anlæggets levetid og afhænger af fremtidig kraftpris. Ved optimering af diameteren vil man øge denne helt indtil, at reduktionen af omkostningerne for faldtabet ikke længere er større end stigningen af udbygningsomkostningerne. Typisk vil vandhastigheden for rør være maksimalt 3–4 m/s, og for tunneler 2 m/s.
En anden måde at reducere faldtabene på er at gøre tunnelen glattere, for eksempel med fjernelse af udspring og skarpe sten i en råsprængt tunnel. Fuldprofilborede tunneler er endnu glattere, men koster mere. For råsprængte tunneler har der forekommet tværsnit helt op mod 200 m2. For fuldprofilboring findes maskiner med diameter mellem 1,8 til 11 meter, men mest almindelig er diametre mellem 3,5 og 4,5 meter. Rør var tidligere almindelige også for store kraftværker, med diametre helt op til 6 meter.
Faldtab er også noget som kan udvikle sig i løbet af kraftværkets levetid. Kviste og andre genstande på varegrinden repræsenterer stigende tab, det samme gør nedfaldne sten i en tilløbstunnel, rust eller algevækst i rør. Selv om dette blot giver nogen få cm i tabt faldhøjde, kan tabt energiproduktion over et helt år blive stor. Vedligeholdelse og revision skal afdække og forbedre denne type af tab. Trykmålere kan afdække sådanne forhold og give automatisk varsel.

#### Svingekammer
Massen af vandet i vandvejen kan være mange tusinde ton, og selv om dette ikke bevæger sig lige så hurtigt som et godstog, vil det alligevel kræve en vis tid for at stoppe. Selv om kraftværket sædvanligvis går med nok så konstant gentrykforøgelse, vil produktionen variere noget gennem døgnet. En anden ting er, at en nødsituation kan gøre, at kraftværket må standses hurtig. Omvendt kan et kraftværk som er standset pludseligt, få besked om at starte op. Det påvirker vandhastigheden i vandvejen, og på grund af bevægelsesmængden, som vandet har, kan store trykkræfter opstå. For tidligere arrangementer var ofte de største vandmasser i tilløbstunnelen på grund af stort tværsnit, denne var ofte også længst. Vandet i denne tager ofte længst tid for at stoppe. Derfor blev der lavet et stort kammer i overgangen mellem tilløbstunnel og trykskakt. Dette er vist i skitsen til højre. Virkemåden er den, at hvis vandstrømmen til kraftværket brat må reduceres, vil vandmasserne fra tilløbstunnelen kunne fyldes op i svingkammeret.
Når svingekammeret fyldes op, bygges også højden og trykket op, der opstår et modtryk, og vandet i tilløbstunnelen skifter retning og fosser tilbage mod indtagsdammen. Dermed kan vandspejlet i svingekammeret komme under vandspejlet i indtagsdammen, og efter en tid vil vandet strømme tilbage og fylde svingekammeret på ny. Et modsat tilfælde kan være, at turbinerne i kraftværket startes op efter en standsning, og vandet i trykskakten sættes hurtigt i bevægelse. Vandet i tilløbstunnelen kommer ikke lige så hurtigt op i bevægelse, og dermed vil vandet i svingekammeret tappes ned, og dette fører igen til, at vandet i tilløbstunnelen i næste omgang strømmer med stor fart for at opfylde svingkammeret.
I begge tilfælde beskrevet oven for opstår der en svingning, hvor vandet farer frem og tilbage en stund. Friktionen dæmper svingningerne og ligevægt opstår efter en tid. Imidlertid kan det ske, at disse ændringer får turbinregulatorerne, som regulerer tilstrømningen til turbinen, til at regulere trykforøgelsen i samme fase og frekvens, dermed vil svingningerne snarere forstærkes end dæmpes.
En løsning for at dæmpe svingningerne er at udforme svingekammeret med store horisontale rum således, som vist i den nederste skitse i figuren til venstre. Her er det vist et kammer lige over normal vandstand og et lige under normal vandstand. Disse kan udformes til at optage store vandmængder uden, at vandhøjden får store variationer. Det øvre kammer vil fyldes op ved reduktion af trykforøgelsen til turbinen, mens det lavere vil tømmes ned, når trykforøgelsen vokser. Således kan store trykforskelle, som forstyrrer turbineregulatoren, undgås.
I moderne kraftværker er der som nævnt ofte ikke tilløbstunnel, men en lang trykskakt. Også her kan der blive trykstigninger, som må dæmpes, og i 1970-erne blev det udviklet et nyt koncept med et luftpudekammer nær kraftstationen. Her er det altså ikke nogen vandsøjle med fri overflade, men et kammer med trykluft. Dette kammer må sprænges i fjeld, som er kompakt og tæt. Tillægstætning i form af cementinjektion eller andre metoder kan blive nødvendig. Trykket holdes ved lige ved hjælp af en kompressor. Det første kraftværk i verden, hvor dette blev gjort, var Driva kraftverk i Møre og Romsdal i 1973. Dette højtryks-luftpudekammer var forudsætningen for at kunne bygge en lang skråstillet trykskakt uden nogen tilløbtunnel. En stor fordel med dette var, at tunnelen kunne drives nede fra kraftstationen og op over fjeldet. Dermed kunne man bygge store kraftværker og undgå anlægsveje og massedepoter længere oppe i fjeldet.
Der er gjort megen forskning angående luftpudekammeret og dæmpning af svingningerne. Svingningerne, som opstår, vil nemlig påvirke og give samvirkning med turbine, generator og regulatorer, hvilket kan være ophav til elektriske oscillationer i kraftnettet.
Et specielt forhold med luftpudekammeret er den enorme energimængde, som er lagret i den komprimerede luft. I Kvilldal kraftverk har luftpudekammeret et volumen på 125 000 m3 og repræsenterer en sprængkraft på hele 200 ton TNT. Dette repræsenterer en så stor risiko, at der er ikke mindre end tre uafhængige sikringssystemer for at undgå ulykker.
I kraftværker i 1900-tallet var det almindelig med én tilløbstunnel og flere turbinerør ned til kraftstationen. En vigtig tillægsfunktion for svingekammeret var da at fordele vandet og give det en jævn hastighed lige ind mod starten af rørene. Derfor blev dette givet navnet fordelingskammer. Andre navne har været afdrags- og pådragskammer og udjævningsbassin. I nogen tilfælde havde man ikke mulighed for at have svingekammeret i fjeld, og da blev der lavet en høj tank eller et tårn, som vandet kunne stige op og ned i. Dette kan ses i Røyrvikfoss kraftverk i Nord-Trøndelag fra 1965. Noget lignende eksisterer også for Hakavik kraftverk.

#### Bækkeindtag og tagrendetunnel
For at få størst muligt nedbørsområde og stor vandindstrømning til kraftværket eller et system af flere kraftværker, bliver såkaldte "tagrende-tunneler" bygget. Dette er lange tunneler, som henter vand fra bække, elve, isbræer eller indsøer i eget eller tilhørende afvandingsområder. Enten fører tagrende-tunnelene vandet direkte til indtagsdammen eller til reguleringsdamme, som har tilknytning til denne. Andre gange kan der være tale om at overføre vand fra den anden side af et fjeld og lade det rende i et naturligt vandløb ned til indtagsdammen.
Kortet til venstre viser tagrende-tunneler i forbindelse med Svartisen kraftverk. Som man ser, er der flere lange tunneler og samlet længde er flere mil. Det vestlige tunnelsystem henter vand fra hele 40 bække, og det specielle her er, at vandet ikke føres til indtagsdammen, men direkte ind i tilløbstunnelen. Det østlige tunnelsystem blev drevet af fire fuldprofil-tunnelboremaskiner.
Bækkeindtag er, som navnet siger, et indtag for bække og elve ned til en tagrende-tunnel. Nogen gange kan det være så enkelt som et hul lige ned i fjeldet i bunden af en bæk. Mere almindelig er det, at der bygges en dæmning, og vandet ledes over en næsten horisontal rist af stålstave, dette for, at kviste og andre større genstande skal opfanges og rulle ned over risten, mens vandet render lige ned og ind i tunnelen.
Ofte er der en aflejringsgrube indbygget i bækkeindtaget, hvor sand og grus lægger sig på bunden. Denne kan så spules ud med jævne mellemrum således, at man undgår, at tunnelen fyldes med sand. Udformningen må også tilpasses for at undgå luftbobler i vandet. Dette giver nemlig problemer med udblæsning andre steder i systemet.
Ved bygningen af Aura kraftverk i 1953 blev begrebet tagrendesystem benyttet første gang i Norge. Kraftværket har Holbuvatnet som indtagsdam, og har Aursjøen og Osbuvatn flere kilometer længere syd på som sine største reguleringsdamme med overføringstunneler imellem. Desuden er der en tagrendetunnel på 14 km, som henter vand fra en række bække i fjeldområder vest for Aursjøen. Tokke kraftverk blev startet i slutningen af 1950-erne, og her var det også en dækkende og samlet vandløbsregulering af et stort nedbørsområde.
I forbindelse med Ulla-Førreverkene blev der bygget tagrende-tunnel, som ligger på lavere niveau end indtagsdammen til kraftværket. For at få dette vand op til indtagsdammen benyttes et pumpekraftværk.

### Installationer i kraftværket
I overgangen til kraftstation i fjeld vil trykskakten have overgang til stålrør, som leder til en eller flere turbiner. Ofte er det meget store tryk, som virker, og derfor er både rør og turbine støbte i beton. I kraftstationen er der en eller flere aggregater, som er en samlebetegnelse på enheden turbine og generator. I store vandkraftværker er det ofte flere etager i selve kraftstationen, og i det følgende gives en beskrivelse af komponenterne.

#### Bukserør
Som nævnt var det tidligere almindeligt med et eller flere trykrør fra indtagsdam til kraftstation, ofte var der et rør per turbine. I dag er det almindeligt, at kun et rør eller en trykskakt leder vandet ned til kraftstationen, og hvis der er to eller flere turbiner, må røret deles op. Denne rørdeling kaldes bukserør (Y-bend) på grund af dets karakteristiske form, som minder om bukser, men mere end to ben er også muligt. Fordi bukserøret ligger helt i enden af turbinrøret, er trykket stort, desuden skal vandet foretage retningsforandringer. De største trykkræfter virker i skridtet af bukserøret og derfor indsvejses der en forstærkningsribbe på indersiden. I de tilfælde, hvor dette ikke er godt nok, kan dette suppleres med en udvendig ribbe. Desuden er hele bukserøret støbt ind i beton.

#### Lukkeventilen
Røret eller rørene snævres ind i kraftstationen og vandhastigheden vokser derved. Et stykke før turbinen er der en stor ventil, som kan lukke for vandet, selv om det er fuldt tryk i røret. Dette er ofte en kugleventil, men da røret snævres ind, behøver denne ikke at have diameter som selve tilløbsrøret eller trykskakten. En kugleventil består af en gennemboret kugle, som står i et ventilhus og kan drejes om en aksel vinkelret på strømningsretningen. kuglen vrides 90 grader fra lukket til åben stilling. Denne har et cylindrisk gennemløb, som flugter med indløbs- og udløbstilslutningerne, dermed bliver de singulære faldtab små.
Ventilen skal kunne lukke ved fuldt tryk i turbinen, og en aktuator sørger for tilstrækkelig kraft for at rotere kuglen mod strømmen. I Norge sker denne ventilstyring med såkaldt vandstyring, altså hydraulik baseret på vand, hvor vand fra trykskakten bruges. Dette har den fordel, at hvis alle styreorganer i kraftværket skulle svigte (strømbrud eller fejl på oliehydraulik) vil uanset dette trykket og styremediet være til stede. Selve servomotoren (aktuatoren) er et stempel formet som en torus (ringformet) i en cylinder fæstet på ydersiden af selve ventilhuset.
kugleventiler bruges typisk for tryk mellem 1,6 til 12,5 MPa (160 til 1.250 meter vandsøjle). Sluseventiler var meget brugt før, men sættes ikke længere ind på moderne kraftstationer.
Mellem kugleventilens opstrøms- og nedstrømsside er der monteret et mindre rør parallelt på ydersiden med ventiler, og dette kaldes omløbet. Omløbet skal udligne trykket på begge sider af lukkeventilen ved åbning og lukning. Det er store tryk, som virker på ventilen, især ved åbning, dette skal omløbet forhindre således, at lukkeventilen ikke udsættes for unødvendig slitage. Omløbet skal også sørge for kontrolleret fyldning af turbinen. Typisk procedure for start af turbinen er, at trykket på turbinen bliver stillet helt ned, så åbnes omløbet, og efter en kort tid, når trykket er udjævnet, startes åbningen af selve hovedventilen. Når denne er helt åben, startes accelerationen af turbinen med at åbne dens trykorgan (ledeskovle eller dysenåle alt efter turbinetype).
Vandet føres videre fra kugleventilerne frem til turbinerne, og diameteren for tilførselsrørene vil ofte trappes yderligere ned.

### Turbinen
Turbinen i kraftværket omformer vandets potentielle energi (tryk) og kinetisk energi (hastighed) til rotationsenergi, som igen driver generatoren, som producerer elektricitet. Fælles for alle vandturbiner (vandkraftmaskiner) er at et såkaldt løbehjul sættes i rotation af vandet, som ledes ind mod det. På løbehjulet er der fæstet skovle, og udformningen af disse er karakteristiske for de forskellige turbinetyper. Til alle turbiner er der et organ, som kan ændre trykket, altså vandgennemstrømningen, og kontrollere dette. Udformningen ellers kan være højst forskellig.
I en impulsturbine ændres strømningsretningen til vandet af skovlene, som rammes af én eller flere vandstråler med meget høj hastighed. Resulterende impuls får løbehjulet til at rotere, og vandet forlader turbinen med stærkt reduceret kinetisk energi, alligevel sker det ingen trykændring i vandet gennem turbinen. Newtons anden lov beskriver overføring af energi, som sker. Den almindeligste impulsturbine i dag er pelton-turbinen.
I en reaktionsturbine sker energiomformningen både ved omformning af kinetisk- og potentiel energi (tryk). De roterende dele i en reaktionsturbine må være indkapslede i et hus for at modstå vandtryk og ofte suget på udløbssiden. Disse er udformet væsentlig anderledes end en impulsturbine, hvor løbehjulet roterer i friluft. Newtons tredje lov beskriver energioverførslen i en reaktionsturbine. De mest almindelige reaktionsturbiner i dag er francis- og kaplan-turbinen.
| Turbinetype    | Totalt antal | Antal over 100 MW | Antal mellem 1 - 10 MW |
| -------------- | ------------ | ----------------- | ---------------------- |
| Francisturbine | 685          | 45                | 345                    |
| Peltonturbine  | 190          | 20                | 70                     |
| Kaplanturbine  | 95           | 2                 | 45                     |
| Bulbturbinere  | 20           | -                 | 8                      |

Sammenlignes en vandturbine med et traditionelt vandhjul er det nogen konstruktionsmæssige forhold, som gør, at en turbine er en meget mere effektiv maskine. Hovedforskellene mellem tidlige vandhjul og kværnkaller, er at en hvirvelkomponent (i matematikken bruges det engelske ord "curl", som også bruges på norsk) af det strømmende vand overfører energi til løbehjulet. På grund af denne ekstra bevægelseskomponent tillades turbinen at være betydelig mindre end et vandhjul med samme ydelse. Da turbinerne blev introducerede, kunne de udnytte en større vandmængde ved at rotere betydelig hurtigere end vandhjulene.
Den elementære sammenhæng for udviklet effekt ved rotation er W= F·ω , hvor P er effekt [Watt], T er drejemoment [Nm] (kraft x arm) og ω er vinkelhastigheden [rad/s]. Af denne sammenhæng ser man, at et højt omdrejningstal giver stor ydelse, selv om momentet er lille. En anden fordel, som gælder med vandturbiner, er, at de kan udnytte meget større faldhøjder, end et vandhjul. I stedet for at udnytte nogen få meter af et vandfald med et vandhjul, kan en vandturbine udnytte faldhøjder på over 1.000 meter.
I tidlig udvikling af turbinekonstruktioner var disse ofte fysisk små sammenlignet med dagens turbiner. En grund til dette var værktøjmaskiner og vanskeligheder med transport gjorde store turbiner problematiske. Moderne turbiner gøres store, og dette gør, at virkningsgraden også bliver større. En anden ting er, at kraftstationerne kan gøres mindre og mere kompakte med få og store turbiner. Et eksempel er Vemork kraftverk som stod færdigt i 1911 og var verdens største kraftværk med 10 turbiner. Samlet ydelse for disse turbiner var på 108 MW. Da der blev bygget et nyt kraftværk som erstatning for det gamle i 1971, fik dette en bestykning på kun to francis-turbiner med en samlet ydelse på 200 MW.

#### Pelton-turbinen
Pelton-turbinen bruges for høje tryk, men hvis vandføringen i vandløbet er lille, kan den tilpasses kraftstationer for lav faldhøjde, se diagrammet over til højre. Generelt er pelton-turbinen den foretrukne turbinetype for udnyttelse af vandfald med stor faldhøjde og små vandmængder. Den største faldhøjden for et kraftværk noget sted i verden er Bieudron kraftværk i Schweiz med 1.883 meter. Kraftværket har tre pelton-turbiner, som er verdens største med en ydelse på 423 MW hver.
I Norge har Sima kraftverk den højeste faldhøjde på 1.152 meter. I dette kraftværk er der to pelton-turbiner. Sammen med to andre endnu større turbiner i samme installation udgør dette Norges næst største kraftværk. Sima kraftverk har også de største pelton-turbiner i Norge, når det gælder ydelsen, som er på 310 MW per enhed.
Pelton-turbinen kendetegnes med sit specielle løbehjul med skovle udformede som doble skåle med en skarp æg i midten. Hver af skålene er ovale og står monterede tæt langs periferien af løbehjulet. Vandstrålen fra dysen rammer æggen midt på og den kløves, følger skålenes periferi og forlader dem efter at have gjort et tilnærmet "u-sving". Denne bevægelse med retningsforandring af vandet giver impuls, og størst moment virker på løbehjulet om hastigheden af løbehjulets periferi er tilnærmet af halvdelen af strålehastigheden.
Tidligere blev skovlene lavet af støbejern og skruet på løbehjulskiven med bolte og skruer. Med udviklingen op mod stadig større faldhøjde og tryk blev der udviklet helstøbte hjul i rustfrit stål. Alle fladerne, som bliver påvirket af vand, er fræsede, slebne og polerede.
For en eller to stråler i en pelton-turbine er ofte akslen horisontal. Ofte er der flere end to dyser langs turbinehusets periferi, især når turbinens absorptionskapacitet skal gøres stor, og da vælger man at lade turbinen have vertikal aksel. Da vil arrangementet af rørene, som fører vandet frem til dyserne, blive enklere. Disse tilførselsrør kaldes grenrør, og som navnet siger, er dette rør, som føres som grene ud af ringledningen, se tegningen til højre. Turbinehuset er lavet af stålplader, og på store turbiner er både turbinehuset, grenrørene og ringledningen støbt ind i beton. For inspektion er det mulig at komme til løbehjulet under. For at komme ind i ringeledningerne for inspektion er det mandhul, som man kan krybe ind gennem.
I hver dyse er der en nål, som kan reguleres ud og ind, dermed kan vandstrålens tykkelse reguleres og ydelsen afgivet fra turbinen reguleres med disse. Når dyserne stilles helt ind, tætner den helt for vandet. Fra laveste til højeste effekt åbnes én efter én dyse i intervaller for trykket. Dermed kan virkningsgraden for en flerstrålet pelton-turbine blive meget høj over et stort trykområde. En moderne pelton-turbine har en virkningsgrad på omkring 92 %.
Ved en hurtig belastningsreduktion, altså at generatoren pludselig må levere mindre eller ingen effekt, er der fare for, at turtallet stiger hurtigt. Det er heller ikke ønskeligt at lukke dyserne for hurtig på grund af store trykændringer i vandvejen. Hvis dette kan blive et problem, er der for hver dyse en såkaldt stråleafbøjer eller deflektor som skærer ind i strålen og afskærer den fra at ramme løbehjulet. Der efter kan dysernes nåle justeres langsomt og kontrolleret ned. Dysenålene og deflektorerne bliver regulerede af et hydraulikaggregat, som er koblet til turbineregulatoren.
Vandet falder ud mere eller mindre dødt fra løbehjulet, altså at det har meget lille hastighed, når det forlader turbinen. Under turbinen er der en afløbskanal, som fører vandet tilbage til vandløbet eller ud i havet.

#### Francis-turbinen
Francis-turbinen er bedst egnet for lave og middels høje faldhøjder, fra omkring 40 til 600 meter, i nogen tilfælde endnu højere.. Den har en virkningsgrad på 92 % eller lidt højere. Virkningsgraden varierer noget over påvirkningsområdet og mere end for en flerstrålet pelton-turbine..
Turbinen er opbygget af en spiraltromme, som har stadig aftrappende diameter. Den ligner derfor på et sneglehus. I midten af denne spiraltromme står løbehjulet. Langs den indre periferi af spiraltrommen er ledeskovlene monterede. Disse kan regulere vandstrømmen ind på løbehjulet fra fuldt åben til lukket. Alle ledeskovlene er mekanisk lænket sammen således, at de bevæger sig synkront og kaldes ledeapparatet. Ledeskovlene giver vandet en hurtig rotationsbevægelse og vandet bevæger sig gennem løbehjulet og udnytter princippet om reaktion. Vandets potentielle- og kinetiske energi (tryk og hastighed) bliver afgivet gennem løbehjulet. I modsætning til pelton-turbinen sker der altså ændring af både tryk og hastighed for vandet i denne turbinetype.
Turbinehuset er vigtigt for at styre vandet gennem turbinen. Når vandet forlader selve turbinen, føres det ned i et rør lige under løbehjulet. Dette rør kan i nogen tilfælde være lavet for at skabe sug under turbinen. Det kaldes derfor for et sugerør eller en difusor. Efter sugerøret føres vandet i en skakt, hvor det ændrer retning fra vertikalt til horisontalt. Vandet føres videre ud af afløbskanalen og tilbage til vandløbet eller direkte til havet.
Udviklingen af francis-turbiner er gået i retning af at gøre dem så små som muligt. Dette betyder, at omdrejningstal og vandhastigheden må øges. Dette kan føre til kavitationserosion på løbehjulet. Et lavere sug i diffusoren vil reducere faren for kavitation. Det er derfor blevet almindeligt at placere francis-turbiner noget lavere end vandspejlet ved udløbet, hvilket kaldes dykning. Dykningen måles som den vertikale afstand fra løbehjulet til vandspejlet ved udløbet..
Før 1920 var francis-turbinerne konstrueret af støbejern, så gik en over til støbestål og klinkede pladekonstruktioner i 1930-erne. Udviklingen har videre gået i retning af svejsede pladekonstruktioner..
Turbinehuset og tilløbsrøret til francis-turbinen bliver støbt ind i beton i moderne kraftstationer. Tidligere var akslerne altid horisontale og turbinehuset stod monteret i kraftstationen, dette gøres i dag kun i små kraftværk.

#### Kaplan-turbinen
Kaplan-turbinen er en turbine af reaktionstypen, som betyder, at vandet giver fra sig potentiel energi (tryk) gennem den. Turbinetypen passer for små faldhøjder og store vandmængder. Virkningsgraden kan typisk være op mod 93 %, altså lige så meget som for francis-turbinen.
Løbehjulet ser ud som en skibspropel, og konstruktionen er en videreudvikling af francis-turbinen. Spiraltrommen med ledeskovle er meget lig francis-turbinen, stort set er det løbehjulet, som er væsensforskellig. Ledeskovlene opsætter en roterende vandstrøm radielt på akslen, vandstrømmen bøjer af således, at den rammer løbehjulet i akseretning. Som regel er bladene (skovlene) på løbehjulet drejbare, hvilket gør, at virkningsgraden kan blive høj over et stort påvirkningsområde. Ledeskovlene bruges til at justere påvirkningen, mens justeringen af bladene på løbehjulet gøres for at optimere virkningsgraden for valgt påvirkning.
Moderne kaplan-turbiner har løbehjul i rustfrit kromnikkelstål, hvilket er et materiale modstandsdygtigt mod kavitation. Videre har man fundet, at hvis faldhøjden skal øges for denne turbinetype, må skovlene forlænges i strømningsretning og antallet af skovle øges med op til otte enheder. Dette har gjort, at kaplan-turbinen nu kan egne sig for fald helt op mod 60 til 70 meter. Imidlertid byder det på konstruktionsmæssige udfordringer, fordi navet i midten af løbehjulet bliver kompliceret med alle dele, som da skal have plads. Kaplan-turbiner for faldhøjder over 50 meter bliver ofte kaldet for højtryks-kaplanturbiner.
Illustrationen til højre viser en kaplan-turbine med blot fire skovle, som altså egner sig bedst for små fald. Læg mærke til personen, som står ved siden af turbinen, og som illustrerer de store dimensioner, der er tale om for aggregatet. Videre kan man se, at rotoren til generatoren, altså skiven i rødt øverst, har meget stor diameter i forhold til resten af konstruktionen. Grunden er lav hastighed og mange poler, som gør, at generatoren bliver kostbar.
Materialet for konstruktion af kaplan-turbiner er svejsede stålplader, og som nævnt kromnikkelstål for løbehjulet. Selve navet bliver svejset af smedede pladeemner. Almindeligvis bliver turbinehuset støbt ind i beton, men det hænder, at hele turbinehuset laves helt af beton. Også denne turbinetype bliver stort set konstrueret for opstilling med vertikal aksel.
Kraftstationer med kaplan-turbine har ofte bare én stor turbine og disse er sjældent sprængt ud i fjelde. Ofte er kraftstationen og dæmningen dele af samme bygningskrop. Billedet helt først i artiklen viser en stiliseret kraftstation, som ofte kan have kaplan-turbine. Turbinen er sjælden dykket, altså at den ligger lavere end vandspejlet til udløbet, dette på grund af at bygningsmæssige forhold gør det vanskeligt med et dybtgående sugerør. Sugerøret eller diffusoren under turbintrommen skal sørge for, at vandets hastighed omsættes til tryk (undertryk) og påvirker turbinens virkningsgrad. Røret anlægges ofte så lavt som mulig og laves oftest rektangulært ved udløbet. Konusen, altså den første del af sugerøret ud af turbinetrommen, laves af stålplader, mens den sidste del laves af beton.

#### Bulb-turbinen
Bulb-turbinen, eller rørturbinen er så lig kaplan-turbinen, at den i mange sammenhænge ikke omtales som en egen turbinetype. Løbehjulet er helt lig det for kaplan-turbinen, men det står ikke inde i en turbintromme. I stedet for er akslen horisontalt opstillet og stikker ud av en stor bulb (fornorskning af det engelske ord for lyspære), hvor generatoren er indbygget, og det hele er monteret i midten af et rør. Til forveksling ligner dette på en u-båd med en stor propel placeret inde i et stort rør, se illustration til højre. Vandet strømmer aksielt ind på ledeskovlene, og disse hælder almindeligvis 60° i forhold til akslen. Efter løbehjulet følger et sugerør.
Brugsområdet for denne turbinetype er vandfald med store vandmængder og liden faldhøjde, maksimalt 20 til 25 meter, men ofte endnu mindre. En regner maksimalydelsen til at være omkring 60 MW. Særligt egner den sig for flodkraftværker, og en fordel er, at bygningsmæssige forhold bliver enklere og billigere end, hvis en kaplan-turbine benyttes. Dette har at gøre med mindre højde og bredde for bygningen.
Det er ikke mange kraftværker med denne turbinetype i Norge, men Kongsvinger kraftverk, Braskereidfoss kraftverk og Pikerfoss kraftverk er eksempler, hvor bulb-turbiner er installerede.

#### Andre turbinetyper
Det findes en række andre vandturbiner end de, som er beskrevet her, nogen har mest historisk interesse, mens andre bruges udelukkende for mindre vandkraftværker. Turgo-turbinen er en turbine, som har visse ligheder med pelton-turbinen, men skålene på løbehjulet er formede som en halv skål. Hele strålen afbøjes i en retning, og kløves ikke som i en pelton-turbine. En anden turbin med en vis udbredelse er Banki-turbinen. Fælles for disse er, at de har betydelig lavere virkningsgrad end de almindeligste turbinetyper, men de er gerne billigere at producere.

#### Valg af turbinetype
Valg af turbinetype afhænger af forhold som faldhøjde, vandføring (absorbtionsevnen), belastningsforløb, prisen for solgt elektrisk kraft og vandkvaliteten (forurening og sand). De to mest afgørende faktorer er ofte faldhøjde og absorbtionsevne. Ofte er det ønskeligt med to eller flere turbiner i kraftstationen, dermed skal den totale vandføring fordeles på flere turbiner, og valget af type kan blive afhængig af antallet af turbiner.
I valget står man nogen gange mellem en pelton-turbine eller francis-turbine, og i sådanne tvivlstilfælde ligger ofte faldhøjden mellem 500 og 700 meter. Dette kaldes ofte for mellemste faldhøjder. Her kan virkningsgradskarakteristikkerne komme ind i billedet, se figuren til oppe til højre, hvor afsnittet om turbiner begynder. Generelt er maksimal virkningsgrad for en francis-turbine højest, men en pelton-turbine med flere stråler har højere virkningsgrad over et større påvirkningsområde. Virkningsgraden for en flerstrålet pelton-turbine kan være over 90 % i intervallet fra 25 til 150 % af nominel effekt. Forventes der varierende påvirkning, vil pelton-turbinen derfor kunne være mest gunstig. Et andet forhold er, at francis-turbinen kræver udsprængning og stor plads for sugerøret.
På den anden side vil pelton-turbinen, hvor den bruges for mellemste faldhøjde og ofte stor absorbtionsevne, have lav vandhastighed og konstrueres med mange stråler med stor diameter, og dermed lavt omdrejningstal. Dette betyder i næste omgang en større generator (flere poler ved lav hastighed) som er mere kostbar. Imidlertid vil de totale investeringsomkostninger ofte være små i forhold til omkostningsforskellen på grund af forskellig virkningsgrad.
His der desuden må gøres vurderinger baseret på vandkvaliteten på grund af indhold af sand, vil pelton-turbinen være at foretrække. Grunden til dette er, at demontering og skifte af dele, som slides af sand, tager kortere tid for en pelton-turbine. Valget her er også afhængigt af brugstiden, hvis turbinen har kort brugstid, vil den være ude af drift i længere perioder, og da kan den også vedligeholdes. Da vil francis-turbinen være at foretrække. Af alle disse momenter kan overvejelsen blive et kompliceret teknisk-økonomisk problem.
Valg mellem francis-turbine og kaplan-turbine opstår, hvor faldhøjden er mellem 60-70 meter. Her er det også virkningsgradskurverne for de to turbinetyper, som kan blive afgørende. Kaplan-turbinen har med sine drejbare løbehjulskovle en virkningsgrad, som er stor over et meget større påvirkningsområde end francis-turbinen. Dermed vil kaplan-turbinen være at foretrække, hvis aggregatene ofte vil køres med reduceret påvirkning. En af ulemperne med kaplan-turbinen er, at den er mere kostbar og den er tillige mere udsat for kavitation. Kaplan-turbinen må dykkes mere, hvilket øger udbygningsomkostninggerne.
For svært lave faldhøjder, under 20 meter, kan valget stå mellem en kaplan-turbine og en bulb-turbine. Bulbturbinen har mere gunstig strømningsforhold ind på løbehjulet. Dette gør, at løbehjulets diameter for bulb-turbinen under ellers lige forhold kan reduceres med 15 % i forhold til kaplan-turbinen. En anden konsekvens af dette er noget bedre virkningsgrad. Bulb-turbinen har bedre egenskaber, når det gælder kavitation, og dette gør igen, at den ikke har så meget behov for at være dykket som kaplan-turbinen. Bygningskonstruktionen for en bulb-turbine kan dermed blive lavere og mere kompakt, dermed reduceres omkostningerne yderligere. Bulb-turbinen fremstår endnu gunstigere i sammenligningen, hvis der må være flere turbiner. Dette fordi spiraltrommen gør kraftstationen bredere. På den anden side er bulb-turbinen kostbarere i sig selv.

### Generatoren

#### Opbygning og virkemåde
I et stort kraftværk bruges så at sige kun synkrongeneratorer for produktion af trefaset vekselstrøm. For en synkrongenerator er det et helt lineært forhold mellem turtallet og frekvensen til strømmen den producerer, deraf navnet. Synkrongeneratoren består af en stator med viklinger, som tilknyttes kraftnettet. Elektromagnetisk induktion skaber en såkaldt elektromotorisk spænding i statorens viklinger. Denne inducerede spænding er drivende spænding i kraftsystemet. Rotoren, også kaldet polhjulet, har også påmonterede viklinger, kaldet udprægede poler. Disse er vekselvis nord- og sydpol. Polhjulet roterer i midten af statoren og opsætter det magnetiske felt, som forårsager induktion i statoren. Formelen, som beskriver forholdet mellem turtal, poler og frekvens, udtrykkes som vist i formel til højre.
Fra formelen finder man, at generatorens turtal kan være 3.000, 1.500, 1.000, 750, 600, 500, ... omdrejninger i minuttet (rpm). Imidlertid er det almindelige for vandturbiner et turtal mellem 1.000 og 100 rpm. Som nævnt øger generatorens fysiske dimensioner med antal poler, hvilket også gør, at omkostningerne øger. Dermed blive generatoren i et flodkraftværk med en stor langsom kaplan-turbine kostbarere end en hurtig pelton-turbine.
Rotorens poler får strøm fra en ligespændingskilde, strømmen fra denne kaldes magnetiseringsstrømmen. Styrken af magnetiseringsstrømmen må reguleres af en regulator, kaldet spændingsregulatoren.

#### Generator for pumpekraftværker
En synkrongenerator kan også bruges som motor. Når det sker, skifter momentet på akslingen retning, og det samme sker med effekten på ledningerne ud til kraftsystemet. I akademisk litteratur gøres der ikke forskel på en synkrongenerator eller motor, men man omtaler begge dele som en synkronmaskine. I et pumpekraftværk kan den samme synkronmaskine drive rundt både pumpen og turbinen. Dermed monteres alle tre maskiner på samme aksel.

#### Generator for mini- og mikrokraftværker
I mini- og mikrokraftværk er det ikke usædvanligt, at der indsættes en asynkrongenerator i stedet for en synkrongenerator. Grunden er, at disse maskiner er billigere end synkrongeneratorer. Ofte er sådanne kraftværker konstruerede for altid at have forbindelse med kraftnettet, desuden har de en meget lille ydelse i forhold til resten af kraftsystemet. Dermed har de ikke behov for en egen turbineregulator for at holde hastigheden konstant, dette vil det overliggende kraftnet sørge for. Det overliggende kraftnet vil også kunne holde spændingen konstant, dermed er der heller ikke behov for spændingsregulator i generatoren i et sådant kraftværk. Disse regulatorer er kostbare og ved at udelade dem, kan et mini- eller mikrokraftværk gøres billig og enkelt. Bare i tilfælde, hvor et lille kraftværk skal forsyne et helt isoleret kraftsystem er der behov for turbineregulatoren, og man vil desuden ofte vælge en synkronmaskine.
I mini- og mikrokraftværker kan turbinens tryk reguleres for at holde vandstanden i indtagsdammen konstant, med andre ord køres for samme vandføring som i vandløbet. Dette kan gøres med en niveaumåler i dammen, som giver signal til en enkel regulator, som regulerer trykket på turbinen. En endnu enklere tilnærmelse er at dimensionere turbinen for husholdningen eller industribedriften, den skal levere energi til. Skal effekten leveres til bare én husstand eller én lille industribedrift, vil en effekt på nogen få kW leveret konstant kunne være et nyttig tilskud. Hvis vandløbet i et sådant tilfælde har en vandføring, som altid er større end den største adobtionsevne til turbinen, er der intet som helst behov for en regulator, bare en enkel ventil for at åbne eller lukke for vandet.

### Transformatoren
Ofte vil spændingen for kraftledningen som kraftstationen er tilknyttet ligge på et meget højere spændingsniveau end det, som er praktisk at konstruere generatoren for. Dermed må det være en transformator mellem generatoren og kraftledningen.
I et mini- eller mikrokraftværk kan man ofte indsætte en generator med samme spænding, som bruges i husholdningen eller industribedriften, det tilknyttes. Dermed er der heller ikke brug for en egen transformator for et lille privat vandkraftværk.

### Turbin- og spændingsregulatoren

#### Turbineregulator
I et kraftsystem må der til enhver tid være eksakt lige så stor produktion af effekt som forbrug af effekt, altså ligevægt mellem effekt ind og ud af systemet. Det er turbineregulatoren på hvert enkelt aggregat, som sørger for dette. Turbineregulatoren regulerer trykket (vand ind på turbinen) for at give tilnærmet konstant netfrekvens ved varierende belastningsgrad. Ved voksende elektrisk last vil aggregatet begynde at gå langsommere, og regulatoren vil øge vandmængden. I et større kraftnet er alle generatorerne regulerede sammen således, at de udgør et samlet, stift net. Spænding og frekvens for hvert enkelt generator er da tilnærmet upåvirkelig.
For at få alle aggregaterne til at dele belastningen mellem sig er regulatorerne indstillede for at give en såkaldt stationær afvigelse. Dermed virker den som en P-regulator (proportional-regulator) efter, at et nyt stabilt arbejdspunkt er opstået efter en ny belastningsændring. Det vil sige, at der skal være en bestemt sammenhæng mellem frekvensen og effekten således, at frekvensen er lidt større, når aggregatet går i tomgang, end ved fuld belastning. Dette vil igen sige, at når belastningen i nettet er lille, for eksempel om aftenen og natten, vil frekvensen tendere mod at være høj. Modsat vil frekvensen blive noget lavere ved stor belastning, for eksempel om morgenen med stort samtidig forbrug i husholdningerne. Dermed vil enhver turbineregulator opregulere trykket og produktionen, når frekvensen/turtallet falder, og dermed øge effektproduktionen. Modsat reguleres trykket ned ved voksende frekvens. På denne måde mødes forbrugernes behov automatisk. Ved, at alle aggregater bliver reguleret på denne måde, bliver systemet stabiliseret, altså at der altid opnås ligevægt mellem forbruget og produktionen efter en kort tid (sekunder).
I det specielle tilfælde at en synkrongenerator kobles til nettet uden turbineregulator vil nettet sørge for, at turtallet for aggregatet uagtet holdes konstant. En generator uden regulator forsøger at drage nettet op over i frekvens, derfor kan dette ikke tillades for andet end små aggregater. Disse vil normalt ikke kunne påvirke frekvensen og forårsage ustabilitet, men problemer opstår, hvis der bliver mange småkraftværker uden regulator.
Statnett stiller krav til at generatorer over 10 MW skal have egen turbineregulator, mens aggregater mellem 1 og 10 MW kan have en såkaldt forenklet turbineregulator.

#### Transient respons og roterende masse
Om det i kraftsystemet sker en beastningsredukstion (forbrugerne reducerer sit energiforbrug) vil ikke turbinenes regulatorer respondere momentant, desuden kan vandet ikke i en tilførselstunnel, som måske er flere kilometer lang, kunne reducere hastighed momentant. Dette bliver analogt med et stort godstog, det kan veje mange tusinde ton, og selv om det har stor bremsekraft, tager det lang tid at reducere hastigheden. Dermed vil en belastningsreduktion føre til, at hastigheden til aggregaterne øger, og frekvensen i nettet går op. Dette fordi alle de tilknyttede generatorerne har konstant moment givet af turbinerne samtidig, som effekten reduceres. De to formler lige oven for viser sammenhængen matematisk. Modsat vil en belastningsøgning føre til reduceret omdrejningstal og frekvens. Dette fordi momentet i første omgang er konstant, effekten øger, og turtallet må da gå ned.
I aller første omgang er det aggregaternes samlede oplagrede kinetiske energi i de roterende masser (træghedsmoment) som tager op eller udleverer energi. Siden de roterende masser i turbinerne og generatorerne tilsammen i et stort kraftsystem vejer mange hundrede tusinde ton vil en lille hastighedsændring kunne betyde meget optaget eller frigjort energi. Dette er med på at afdæmpe virkningen af turbinens og vandvejens træghed.
I næste omgang responderer turbineregulatorerne på belastningsændringen. En speciel egenskab med et vandkraftværk er at responsen sker modsat af turbineregulatorens indgriben for ændring af trykket. Ved en belastningsøgning vil regulatoren til en francis- eller kaplan-turbine sørge for, at trykket på turbinen øges ved at ledeskovlene drejes således, at der bliver større åbning. I første omgang vil vandet i vandvejen ikke ændre hastigheden som forklaret oven for. Dette resulterer i lavere tryk og moment på løbehjulet. Turbinen får dermed reduceret effektproduktionen, altså det modsatte af hvad, kraftsystemet efterspurgte. Efter nogen få sekunder accelerer vandet i vandvejen og ønsket produktion opnås. Modsat respons sker ved en belastningsreduktion i nettet, turbinerne responderer med øget effekt, fordi ledeskovlene reducerer åbningen og trykket øger. Også denne ændring er de roterende masser i aggregaterne med på at afdæmpe. I en pelton-turbine sker noget af den samme respons på en belastningsændring.
Som forklaret i afsnittet om svingekammeret vil der opbygges højere vandstand i svingekammeret ved reduktion af trykket. Dette fører til øget faldhøjde og øget effekt afgivet fra turbinerne. Det blev også forklaret, at det sker et svingeforløb således, at niveauet i svingkammeret en stund senere kommer lavere end niveauet i indtagsdammen, hvilket igen reducerer effekten fra aggregatet. Kortvarigt vil turtallet og frekvensen for aggregatet øge og mindske alt efter, om reguleringsstyrken for turbineregulatoren påvirker trykket i større eller mindre grad. Om denne oscillation for vandet mellem svingkammeret og indtagsdammen har en frekvens som responderer dårlig med turbineregulatorens tidsrespons kan svingningen blive forstærket. Man siger, at systemet bliver ustabilt, altså en systemegenskab som må undertrykkes.
Systemer, som opfører sig på denne måde, kaldes for dynamiske systemer, og den forbigående respons på en forstyrrelse fører til et svingeforløb før, regulatoren giver en ny ligevægt. Regulatoren må have specielle egenskaber for at afdæmpe svingningerne således, at minimums- og maksimumsværdierne skal blive mindst mulige og forløbet af kortest mulig varighed.

#### Spændingsregulatoren
Spændingsregulatoren skal sørge for at holde spændingen på generatorens terminaler tilnærmet konstant. Ved en øgning af produktionen vil spændingen fra generatoren gå ned, dette må kompenseres med større magnetiseringsstrøm. Det modsatte sker med reduceret produktion, og magnetiseringsstrømmen må da reduceres. Spændingsregulatoren kan virke på samme måde som turbineregulatoren med faldende statik. Dermed er også spændingen noget, som reguleres mellem alle de sammenkoblede generatorer i kraftsystemet. Den kan også være indstilt for at give konstant reaktiv effekt eller effektfaktor (cos fi). Spændingsregulatorer for generatorerne er vigtige komponenter i kraftsystemet, fordi de opretholder spændingen for alle netniveauerne helt ud til forbrugerne.
Spændingsregulatorer kan også indstilles for at give konstant spænding uafhængigt af effektproduktionen, for konstant effektfaktor eller en givet konstant reaktiv effektproduktion. Også for spændingen sker det en transient respons ved en forstyrrelse. Spændingsregulatoren må have egenskaber, som afdæmper forstyrrelser og opretter ny ligevægt i kraftsystemet.

### Kraftstationen
Kraftstationen er delen af et kraftværk, hvor turbine, generator og tilhørende udstyr og anlæg står monteret. Tidligere var dette så at sige altid en fritstående bygning, mens i dag i Norge er kraftstationen ofte en fjeldhal. Især efter 1945 blev der bygget et stort antal kraftstationer i fjeld i Norge. Et motiv for dette var ønske om beskyttelse af denne vigtige infrastruktur, som den kolde krig førte til. I 2002 havde Norge 200 af totalt 500 vandkraftstationer i fjeld i verden.
Verdens første kraftstation i fjeldhal var Snoqualmie Falls Hydroelectric Plant i King County (Washington) fra 1899. De første underjordiske kraftværker i Tyskland blev bygget i tilknytning til gruver. Ved «Grube Samson» i Harz blev kraftværket Sieberstollen installeret i 1912. Ved «Drei-Brüder-Schacht» i Sachsen blev der etableret kraftværk i fjeld i 1914. Det, som regnes som den første norske kraftstation i fjeldhal, er Såheim kraftstasjons aggregat 12 fra 1914, som ligger ca. 85 meter oppe i rørgaden fra selve Såheim kraftstasjon. Aggregatet udnytter faldet for vandet, som blev brugt til køling i industrien og drikkevand til Rjukan by. Porjus kraftverk i Nord-Sverige blev opført 1910-1915 og regnes ofte som en af verdens første større kraftstationer i fjeld. Maskinsalen på 8.470 m3 var her placeret 50 meter under bakken. Bjørkåsen kraftverk i Ballangen i Nordland fylke blev sat i drift i 1921 er et andet tidligt eksempel på en større, komplet kraftstation i fjeld.
Fjeldhallen kan være flere hundrede meter inde i fjeldet og en egen tunnel for biler fører ind til en parkeringsplads. Fra parkeringspladsen går der en kort adkomsttunnel til maskinsalen. Her stikker generatortoppen op, og ofte er det kun slæberingene med hus, som er synlige. Turbine og generator har i større kraftværker som nævnt vertikal aksling. Dermed bliver det naturlig at placere turbinen i en etage og generatoren i etagen over. Turbinen med tilløbsrør og grenrør for en pelton-turbine, eller turbinetrommen for en kaplan- eller fransis-turbine, støbes ind i beton. Dermed kan disse bare inspiceres fra indersiden under standsning. Ofte er det en egen etage mellem turbinen og generatoren, og her er ofte en række apparater og systemer placerede, som turbineregulatoren og tilhørende hydraulikaggregat. Generatoren må have afkøling og typisk sker det med en varmeveksler af typen luft til vand. For store generatorer er det ofte ikke nok med luftafkøling, og da bruges kølevand, som cirkulerer i viklingerne. Det vil sige, at viklingerne både i stator og rotor er hule således, at kølevandet strømmer gennem dem.
Over generatoren er selve maskinsalen, og for at kunne demontere generatoren er gulvet formet som store luger. Oppe ved taget er der en traverskran, som kan løfte akslingen med generatorens rotor og turbinens løbehjul i et stykke. Dette er grunden til, at maskinsalen har stor taghøjde. I forbindelse med maskinsalen er det ofte et eget kontrolrum. Transformatorerne placeres af sikkerhedshensyn i et helt eget rum i fjeldet, det samme er effektbrydere og andre højspæntkomponenter. Grunden til dette er, at de er oliefyldte, hvilket repræsenterer en vis risiko for eksplosion og brand.
Tidligere var kraftstationerne for vandkraftværker som nævnt altid en egen fritstående bygning, med aggregater med horisontal aksling. Generatorerne stod lige ind til turbinerne og flere bærende konstruktioner virkede som oplagring for akslen. Kraftstationen havde i disse arrangementer ofte en stor maskinsal, hvor de fleste af anlægsdelene stod. Under gulvet i maskinhallen var der kanaler for luftafkøling af generatorerne, samt nedstøbte tilløbsrør. Selve kontrolrummet var ofte en åben balkon med udsigt over maskinhallen. Dette blev kaldt "brettet" og den, som stod vakt ved kontrolpanelet, blev kaldt "brettvakten" (babysitteren).
I dag er der ofte i små-, mini- og mikrokraftværker, at akslen er horisontal og denne klassiske opstilling fortsat forekommer.

### Udløbstunnelen
Fra turbinen fører som nævnt sugerøret (diffusoren) ned til afløbstunnelen, som enten fører vandet tilbage til vandløbet eller ud i havet. Dersom kraftværket har pelton-turbiner, falder vandet tilnærmet dødt ned fra turbinen og føres ud på samme måde i en afløbstunnel. Afløbet kan også være i form af en kanal eller åben rende. I modsætning til tilløbstunnel og trykskakt er ofte ikke hele afløbstunnelens tværsnit vandfyldt.

## Verdens største vandkraftværker
Oversigt over verdens 10 største vandkraftværker.
|    | Navn                               | Land                 | Idriftsat           | Total kapacitet (MW)                         | Max årlig produktion produktion (TW-hour) | Oversvømmet areal ([km²) |
| -- | ---------------------------------- | -------------------- | ------------------- | -------------------------------------------- | ----------------------------------------- | ------------------------ |
| 1  | De Tre Slugters Dæmning            | Kina                 | 2008/2011           | 18.300 (Oktober 2008); 22.500 (færdigbygget) | 80,8                                      | 632                      |
| 2  | Itaipu                             | Brasilien & Paraguay | 1984/1991/2003      | 14.000                                       | 94,7                                      | 1.350                    |
| 3  | Guri (Simón Bolívar)               | Venezuela            | 1986                | 10.200                                       | 46                                        | 4.250                    |
| 4  | Tucuruí                            | Brasilien            | 1984                | 8.370                                        | 21                                        | 3.014                    |
| 5  | Grand Coulee                       | USA                  | 1942/1980           | 6.809                                        | 20                                        |                          |
| 6  | Sayano Shushenskaya (repair works) | Rusland              | 1985/1989 2009/2014 | 6.400                                        | 26,8                                      | 621                      |
| 7  | Krasnoyarskaya                     | Rusland              | 1972                | 6.000                                        | 20,4                                      | 2.000                    |
| 8  | Robert-Bourassa                    | Canada               | 1981                | 5.616                                        |                                           |                          |
| 9  | Churchill Falls                    | Canada               | 1971                | 5.429                                        | 35                                        | 6.988                    |
| 10 | Longtan Dæmningen                  | Kina                 | 2009                | 4.900 (6.300 færdigbygget kapacitet)         | 18,7                                      |                          |